# Perućica (Jezero)
Pour l’article homonyme, voir Perućica.
Perućica (en serbe cyrillique : Перућица) est un village de Bosnie-Herzégovine. Il est situé dans la municipalité de Jezero et dans la république serbe de Bosnie. Selon les premiers résultats du recensement bosnien de 2013, il compte 100 habitants.

## Démographie

### Évolution historique de la population dans la localité
| 1948 | 1953 | 1961 | 1971 | 1981 | 1991 | 2013 |
| ---- | ---- | ---- | ---- | ---- | ---- | ---- |
| -    | -    | 672  | 516  | 150  | 95,  | 100  |

|  |